# 酒井弘明
酒井 弘明（さかい ひろあき、1955年2月15日 - ）は、東海ラジオ放送の元アナウンサー。

## 来歴・人物
北海道出身。立命館大学卒業。
主に東海ラジオのスポーツ中継の実況を担当していた。同僚の北山靖などとともに、東海ラジオ ワイルドサッカー（J1名古屋グランパス戦中継）の開始当初に加わったアナウンサーの1人であり、当時の苦労などが「東海ラジオ放送 創立50年のあゆみ」に掲載されている。
2010年頃までは東海ラジオ ガッツナイターをはじめとしたスポーツ中継を中心に担当していたが、2011年以降は他のアナウンサーのフォローとしてアナウンス業務に携わるのみとなっていた。
2015年2月末日をもって定年退職。その後、嘱託社員（アナウンサー職）として再雇用された。2020年2月29日をもって再雇用期間が満了し、東海ラジオを退社。同年3月以降は、土曜・日曜・月曜の中日新聞ニュース等で東海ラジオでの活動を続ける。

## 現在の出演番組
- 中日新聞ニュース・天気予報 - 日・月・土曜のみ出演。嘱託社員移行後は主に平日帯番組の定時ニュース・天気予報を担当。報道部長就任以降は稀に平日を担当していた。

## 過去の出演番組
- 東海ラジオ ガッツナイター（実況）
- 東海ラジオ ワイルドサッカー（実況）
- 酒井弘明ミッドナイトフライト→モーニングフライト - 2007年10月より「ミッドナイトフライト」（毎週土曜深夜）としてスタートし、放送時間の変遷・一時休止を経て、2012年4月より放送時間が毎週日曜早朝へ変更するとともに「モーニングフライト」へ改題（その後、2013年10月より土曜早朝へ変更）。2014年秋改編で終了。
- 東海ラジオ放送開始アナウンス（2008年9月まで。月曜日早朝の放送開始時のみ[3]）

## CM
過去のものも含む
- 三河開化亭
- コニックス
- 愛知県信用保証協会
- 興和ホーム
- 新日本空調（2011年 - ）
- プレイランド平和・第一平和
- 東海クリエイト
- 井村屋（スポーツようかん）

など

## エピソード
- 趣味は飛行機全般。飛行機好きとして知られており、東海ラジオの自身のプロフィールには、飛行機の写真および自身の解説付きで掲載されている。
  - 月刊エアライン2007年12月号のセントレアフォトコンテスト優秀賞発表コーナーで自身の写真が賞に入り、雑誌に掲載されている。
  - 「酒井弘明ミッドナイトフライト」・「かにタク言ったもん勝ち」で不定期で放送されているハト時計の声を収録する際、飛行機のコックピットの雰囲気を出すため、機長服を着て、さらにスタジオの照明を暗くしてから行っている[4]。また社内には機長服が保管してあり、いつでも着られる状態にしてある[5] という。
  - また、セントレアで航空写真家とのトークショーや、日本航空の退役する飛行機のチャーターツアーの仕事をしたことがある[6]。